# بياتريس كاريو
بياتريس كاريو (مواليد 2 يونيو 1975) سياسية وناشط اجتماعي إسبانية. وهي عضوة في مجلس النواب الثالث عشر المدمج في المجموعة البرلمانية الاشتراكية، ممثلة إشبيلية.

## السيرة الشخصية
ولدت في 2 يونيو 1975 في بالما ديل ريو في مقاطعة قرطبة، وهي من أصل روماني. وصفت نفسها بأنها اشتراكية "منذ كانت في السرير"، كان والدها عضوًا سريًا في حزب العمال الاشتراكي الإسباني خلال حقبة فرانكوست في إسبانيا، والذي حارب ضد التغيب عن الأطفال الغجري. درست في إدارة الأعمال وحصلت على دبلوم في الخدمة الاجتماعية ودرجة إجازة في الأنثروبولوجيا. دفعت دراستها للعمل في البيع في الشوارع وفي صناعة البرتقال في بلدتها الأم.
هي ناشطة اجتماعية معروفة بعملها كرئيسة لاتحاد الجمعيات النسائية الغجرية فاكالي، احتلت المرتبة الثالثة في قائمة حزب العمال الاشتراكي لإشبيلية في مجلس النواب مقابل الانتخابات العامة لعام 2019. تم انتخابها عضوا في الدورة الثالثة عشرة لمجلس النواب.